# 4-імпульс
4-імпульс — 4-вектор, просторовими компонентами якого є компоненти імпульсу, а часовою компонентою — енергія, поділена на швидкість світла.
{\displaystyle p^{i}=(E/c,\mathbf {p} )}
Для 4-імпульсу в рамках спеціальної теорії відносності справедливе співвідношення
{\displaystyle p^{i}p_{i}=m^{2}c^{2}\,},
де m — маса спокою тіла.
В термінах енергії та тривимірного імпульсу це співвідношення має вигляд:
{\displaystyle {\frac {E^{2}}{c^{2}}}-p^{2}=m^{2}c^{2}}.
У випадку загальної теорії відносності співвідношення замінюється на вираз:
{\displaystyle g_{ik}p^{i}p^{k}=m^{2}c^{2}\,},
де {\displaystyle g_{ik}} — метричний тензор.